# Siergiej Samsonow
Siergiej Wiktorowicz Samsonow, ros. Сергей Викторович Самсонов (ur. 27 października 1978 w Moskwie) – rosyjski hokeista, reprezentant Rosji, olimpijczyk.

## Kariera
- CSKA Moskwa (1994–1996)
- Detroit Vipers (1996–1997)
- Boston Bruins (1997–1999)
- Dinamo Moskwa (2004–2005)
- Boston Bruins (2005−2006)
- Edmonton Oilers (2006)
- Montreal Canadiens (2006–2007)
- Rockford IceHogs (2007)
- Carolina Hurricanes (2007–2011)
- Florida Panthers (2011)

Wychowanek klubu Szajba Zielenograd. Przez wiele lat występował w NHL, po raz ostatni w 2011 w barwach Florida Panthers.
Uczestniczył na turniejach zimowych igrzyskach olimpijskich 2002 i Pucharu Świata 2004.
Po zakończeniu kariery zawodniczej podjął pracę w strukturze Carolina Hurricanes jako skaut, a potem jako trener rozwoju.

## Sukcesy
Reprezentacyjne
- Złoty medal mistrzostw Europy juniorów do lat 18: 1996
- Brązowy medal mistrzostw świata juniorów do lat 20: 1996, 1997
- Brązowy medal zimowych igrzysk olimpijskich: 2002

Klubowe
- Turner Cup: 1997 z Detroit Vipers
- Złoty medal mistrzostw Rosji: 2005 z Dinamem Moskwa

Indywidualne
- Mistrzostwa Europy juniorów do lat 18 w hokeju na lodzie 1995:
  - Skład gwiazd turnieju
  - Najlepszy napastnik turnieju[2]
- Nagroda dla najlepszego pierwszoroczniaka Superligi w sezonie 1995/1996
- Mistrzostwa Europy juniorów do lat 18 w hokeju na lodzie 1996:
  - Skład gwiazd turnieju[3]
- Mistrzostwa Europy juniorów do lat 20 w 1997:
  - Skład gwiazd turnieju
  - Pierwsze miejsce w klasyfikacji strzelców turnieju: 6 goli
- IHL 1991/1992:
  - Garry F. Longman Memorial Trophy - nagroda dla najlepszego pierwszoroczniaka
- NHL (1997/1998):
  - Najlepszy pierwszoroczniak miesiąca - styczeń 1998
  - NHL All-Rookie Team
  - Calder Memorial Trophy – nagroda dla najlepszego pierwszoroczniaka
- NHL (2000/2001):
  - NHL All-Star Game

Wyróżnienie
- Zasłużony Mistrz Sportu Rosji w hokeju na lodzie: 2002